# Mitchelton–Scott

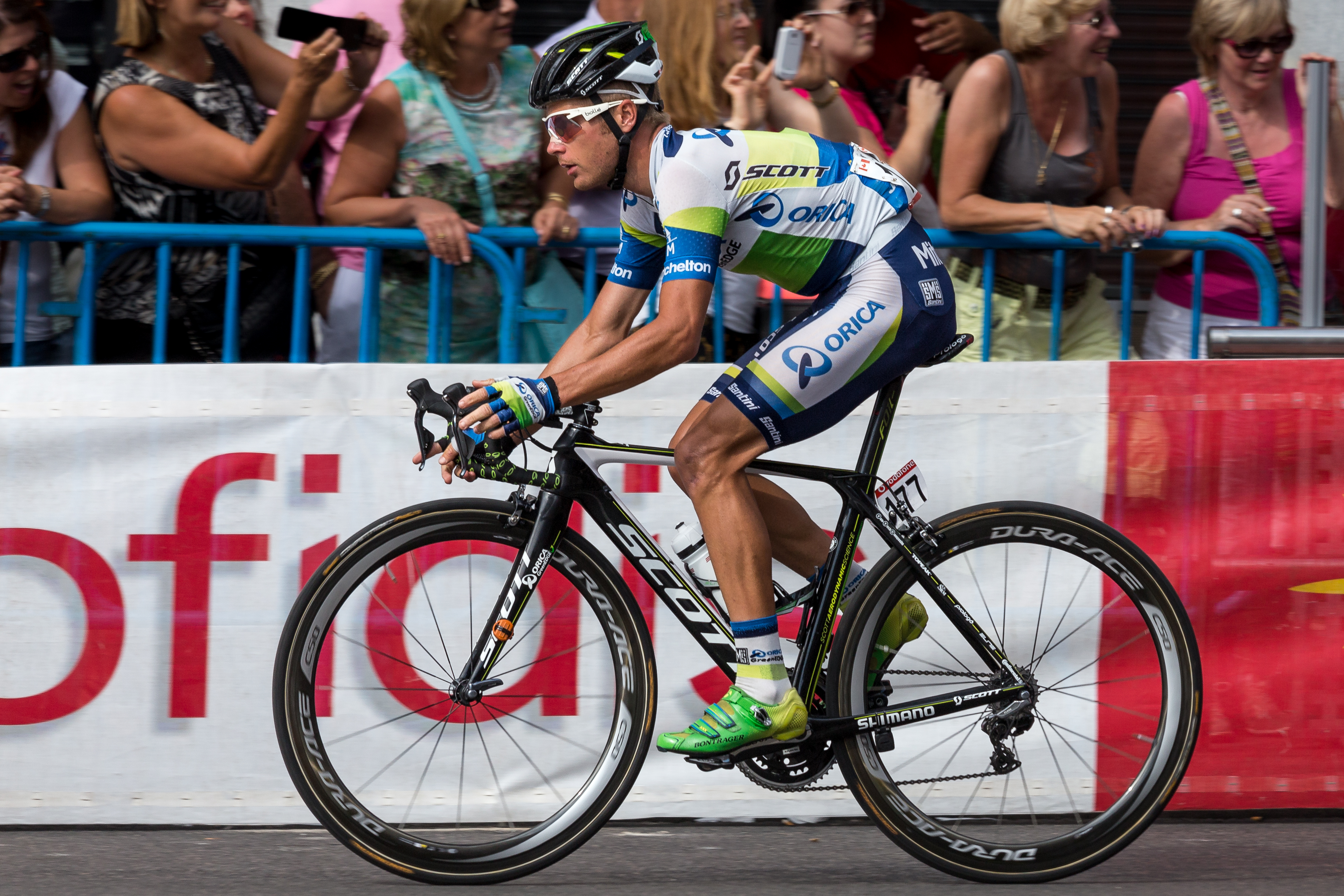
Christian Meier under Vuelta a España 2013.

Orica-GreenEDGE (OGE) är ett australiskt cykelstall som tillhör UCI ProTour. Laget grundades 2011, och bar redan då samma namn som idag. Stallet har även ett damlag där bland andra Emma Johansson cyklar.
Laget cyklar på cyklar från Scott, och bär kläder från den svenska tillverkaren Craft. 17 av lagets ryttare kommer från Australien.
Lagets första seger kom redan i januari 2012, då Simon Gerrans tog hem totalen i etapploppet Tour Down Under. Senare under våren tog samma cyklist även hem segern i klassikern Milano-Sanremo. Samma säsong vann man etappsegrar i både Giro d'Italia och Vuelta a España. I september vann Gerrans endagsloppet Grand Prix Cycliste de Québec i Kanada.
Simon Gerrans vann etapp 3 av Tour de France 2013, och nästa dag fick han ikläda sig den gula ledartröjan efter att laget vunnit etapp 4:s lagtempolopp. Under sensommaren spurtade Michael Matthews hem två etappsegrar i Vuelta a España.
I början av 2014 upprepade Gerrans sin prestation från 2012 genom att vinna sammandraget i Tour Down Under, innan han i april vann den prestigefyllda klassikern Liège–Bastogne–Liège. I maj vann laget tre etapper av Giro d'Italia, genom att bland annat vinna den första etappens lagtempolopp. Under andra halvan av säsongen tog Michael Matthews hem en etappseger av Vuelta a España, innan Simon Gerrans vann endagsloppen Grand Prix Cycliste de Québec och Grand Prix Cycliste de Montréal.

## Laguppställning

### 2017
| Laguppställning 2017                     | Laguppställning 2017 | Laguppställning 2017                | Laguppställning 2017 |
| Namn                                     | Födelsedatum         | Tidigare lag                        |                      |
| ---------------------------------------- | -------------------- | ----------------------------------- | -------------------- |
| Michael Albasini                         | 20 december 1980     | HTC-Highroad (2011)                 |                      |
| Sam Bewley                               | 22 juli 1987         | PureBlack Racing (2012)             |                      |
| Esteban Chaves                           | 17 januari 1990      | Colombia (2013)                     |                      |
| Magnus Cort                              | 16 januari 1993      | Cult Energy Vital Water (2014)      |                      |
| Mitchell Docker                          | 2 oktober 1986       | Skil-Shimano (2011)                 |                      |
| Luke Durbridge                           | 9 april 1991         | Jayco-AIS (2011)                    |                      |
| Alexander Edmondson                      | 22 december 1993     | Jayco-AIS World Tour Academy (2015) |                      |
| Caleb Ewan                               | 11 juli 1994         | Jayco-AIS World Tour Academy (2014) |                      |
| Simon Gerrans                            | 16 maj 1980          | Team Sky (2011)                     |                      |
| Jack Haig                                | 6 september 1993     | Jayco-AIS World Tour Academy (2015) |                      |
| Mathew Hayman                            | 20 april 1978        | Team Sky (2013)                     |                      |
| Michael Hepburn                          | 17 augusti 1991      | Jayco-AIS (2011)                    |                      |
| Damien Howson                            | 13 augusti 1992      | Jayco-AIS World Tour Academy (2013) |                      |
| Daryl Impey                              | 6 december 1984      | NetApp (2011)                       |                      |
| Christopher Juul-Jensen                  | 6 juli 1989          | Tinkoff-Saxo (2015)                 |                      |
| Jens Keukeleire                          | 23 november 1988     | Cofidis, le Crédit en Ligne (2011)  |                      |
| Cheung King Lok                          | 8 februari 1991      | HKSI Pro Cycling Team (2016)        |                      |
| Roger Kluge                              | 5 februari 1986      | IAM Cycling (2016)                  |                      |
| Roman Kreuziger                          | 6 maj 1986           | Tinkoff (2016)                      |                      |
| Luka Mezgec                              | 27 juni 1988         | Giant-Alpecin (2015)                |                      |
| Rubén Plaza                              | 29 februari 1980     | Lampre-Merida (2015)                |                      |
| Robert Power                             | 11 maj 1995          | Jayco-AIS World Tour Academy (2015) |                      |
| Svein Tuft                               | 9 maj 1977           | SpiderTech-C10 (2011)               |                      |
| Carlos Verona                            | 4 november 1992      | Etixx-Quick Step (2016)             |                      |
| Adam Yates                               | 7 augusti 1992       | Club Cycliste d'Étupes (2013)       |                      |
| Simon Yates                              | 7 augusti 1992       | 100% me (2013)                      |                      |
|                                          |                      |                                     |                      |
| Källor: ProCyclingStats Cycling Quotient |                      |                                     |                      |

### Orica-GreenEDGE 2014
| Namn             | Födelsedag | Nationalitet   |
| Michael Albasini | 20.12.1980 | Schweiz        |
| Sam Bewley       | 22.07.1987 | Australien     |
| Esteban Chaves   | 17.01.1990 | Colombia       |
| Simon Clarke     | 18.07.1986 | Australien     |
| Mitchell Docker  | 02.10.1986 | Australien     |
| Luke Durbridge   | 09.04.1991 | Australien     |
| Simon Gerrans    | 16.05.1980 | Australien     |
| Matthew Goss     | 05.11.1986 | Australien     |
| Mathew Hayman    | 20.04.1978 | Australien     |
| Michael Hepburn  | 17.08.1991 | Australien     |
| Leigh Howard     | 18.10.1989 | Australien     |
| Damien Howson    | 13.08.1992 | Australien     |
| Daryl Impey      | 06.12.1984 | Sydafrika      |
| Jens Keukeleire  | 23.11.1988 | Belgien        |
| Aidis Kruopis    | 26.10.1986 | Litauen        |
| Brett Lancaster  | 15.11.1979 | Australien     |
| Michael Matthews | 26.09.1990 | Australien     |
| Christian Meier  | 02.09.1985 | Kanada         |
| Cameron Meyer    | 11.01.1988 | Australien     |
| Jens Mouris      | 12.03.1980 | Nederländerna  |
| Ivan Santaromita | 30.04.1984 | Italien        |
| Svein Tuft       | 19.05.1977 | Kanada         |
| Pieter Weening   | 05.04.1981 | Nederländerna  |
| Adam Yates       | 07.08.1992 | Storbritannien |
| Simon Yates      | 07.08.1992 | Storbritannien |